# Christoffel Jacobsz van der Laemen

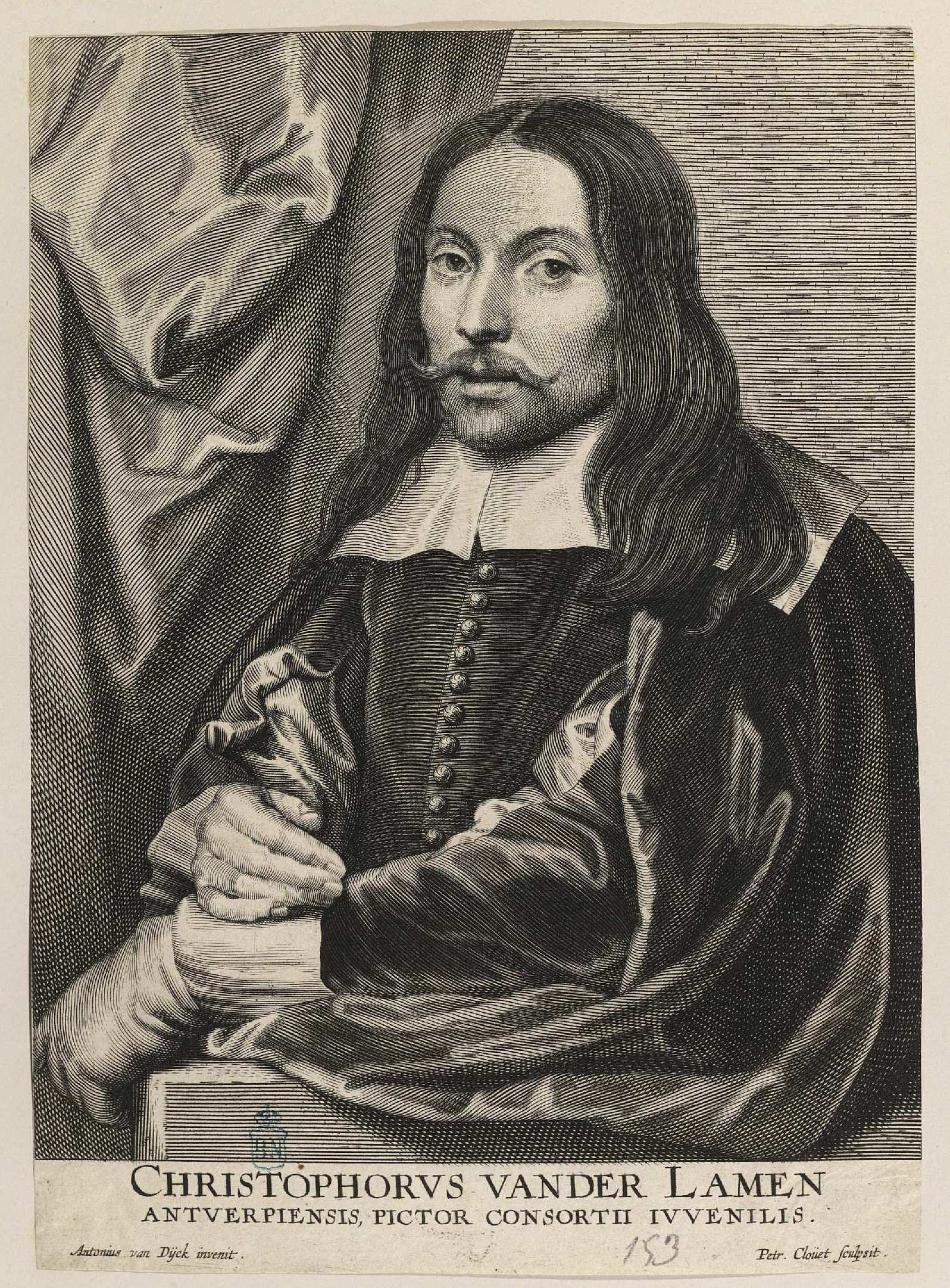
Christoffel Jacobsz van der Laemen, Kupferstich von Anthony van Dyck

Christoffel Jacobsz van der Laemen oder Christoffel van der Laemen (* ca. 1607 in Antwerpen oder Brüssel; † ca. 1651 in Antwerpen) war ein flämischer Maler, der sich auf Gesellschaftsszenen mit eleganten Figuren spezialisierte. Er war Mitglied der Antwerpener Lukasgilde. Seine beliebtesten Themen sind Kartenspiele, Bordellszenen, der verlorene Sohn, Tanz, Musik und Szenen mit Speis und Trank in eleganten Räumen, Gasthäusern und Gärten.

## Leben
Christoffel Jacobsz van der Laemen war der Sohn von Jacob van der Laemen und Anna Dirkx (oder vielleicht Anna Lemmens). Kunsthistoriker sind sich nicht einig über seinen Geburtsort (Brüssel oder Antwerpen). Brüssel wird als möglicher Geburtsort vorgeschlagen, weil sein Vater, ein Maler und Kunsthändler aus Antwerpen, zwischen 1613 und 1620 in Brüssel gearbeitet hat. Andererseits ist es möglich, dass er in Antwerpen geboren wurde. Die Aufzeichnung seiner Taufe ist verloren, da die Aufzeichnungen der St.-Andreas-Kirche von Antwerpen für den Zeitraum, in dem er wahrscheinlich geboren wurde (zwischen 21. August 1606 und 29. März 1607), nicht mehr existieren. Weiter gefasst, liegt sein Geburtsdatum weitgehend zwischen 1606 und 1620. Er lernte bei seinem Vater.
Er wurde im Gildenjahr 1636/37 als Weinmeister (d. H. Sohn eines Meisters) in der Antwerpener Lukasgilde registriert. Im nächsten Jahr hatte er bereits Hieronymus Janssens als Schüler.
Als er 1642 Maria Michielsen heiratete, waren die Maler Paul Rijckaert und Adriaen Michielsen Zeugen. Das Ehepaar van der Laemen hatte sechs Kinder. Der Künstler muss zwischen dem 22. September 1651 und dem 17. September 1652 gestorben sein, da er beim ersten Datum bei der Taufe seiner Tochter anwesend war und seine Sterbepflichten gegenüber der Gilde vor dem letzten Datum bezahlt wurden.

## Werk

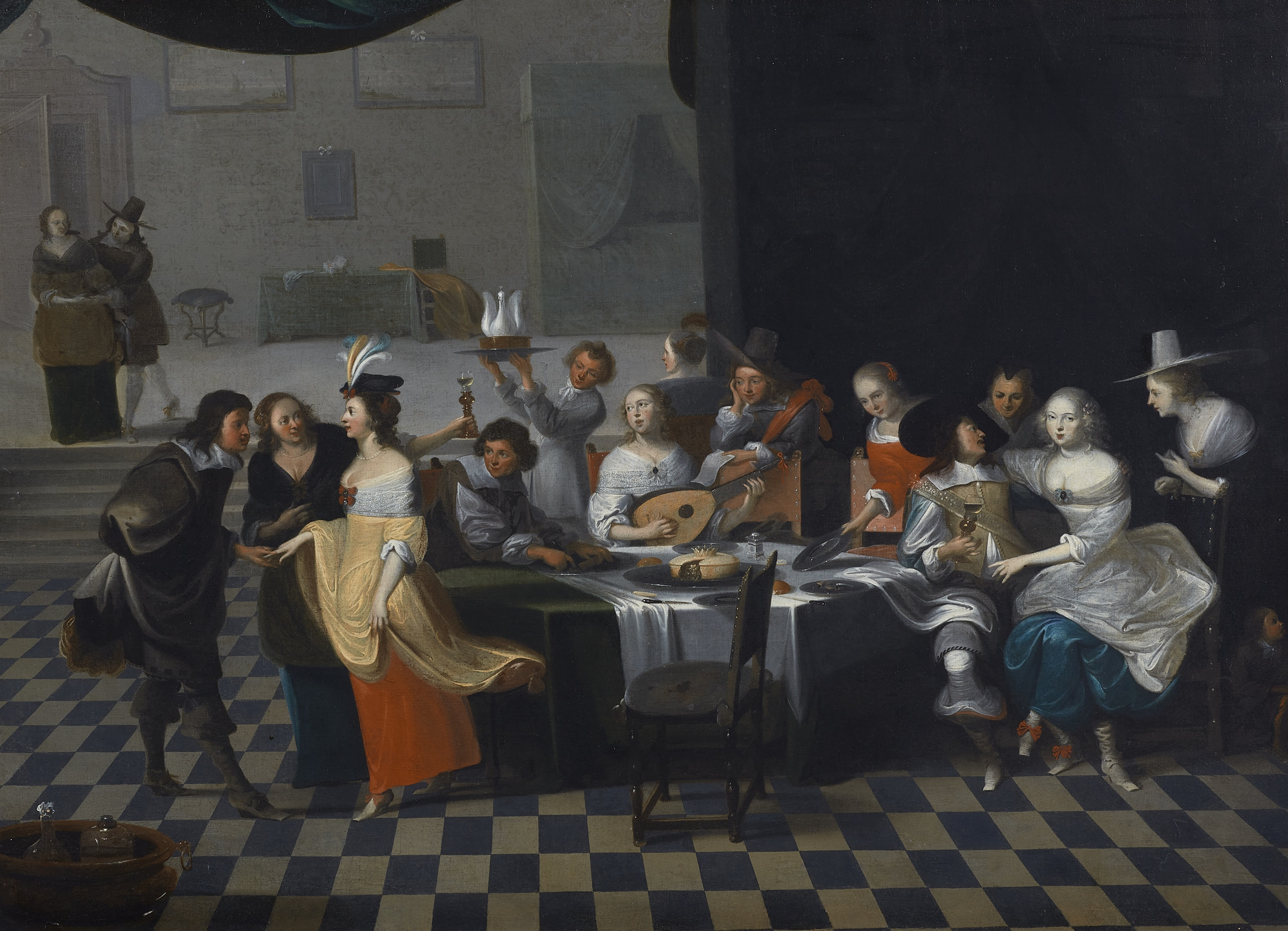
Elegante Gesellschaft beim Musizieren

Christoffel van der Laemen ist bekannt für seine fröhlichen Gesellschaftsszenen mit eleganten Figuren. Die Kompositionen wiederholen viele der Themen, die in der Malerei des nördlichen Genres des 17. Jahrhunderts üblich waren, wie Karten- und Backgammonspieler, Bordellszenen, das Gleichnis vom verlorenen Sohn, Tanz, Musik und Szenen von Essen und Trinken in eleganten Zimmern, Gasthäusern und Gärten.
Die Themen eleganter Menschen, die sich amüsierten, hatten sich erstmals im 16. Jahrhundert entwickelt. Tanzszenen tauchen besonders häufig in van der Laemens Werken auf. In den ikonografischen Traditionen dieser Zeit sind Tanzszenen mit Darstellungen der Sünde der Lust verbunden. In seinen Tanzszenen enthielt van der Laemen Bilder mit religiösen Szenen an den Hintergrundwänden, damit der auf dem Gemälde dargestellte sündige Tanzakt durch die religiöse Botschaft in den Hintergrundbildern neutralisiert werden konnte.
Ein Beispiel ist das Gemälde Tanzgesellschaft in der dänischen Nationalgalerie, wo mehrere Personen in einem großen Raum tanzen, in dessen Hintergrund ein großes Gemälde mit der Szene des wunderbaren Fischfangs aus dem Neuen Testament hängt. Sein Schüler Hieronymus Janssens wurde noch enger mit dem Thema Tanzszenen verbunden, was ihm den Spitznamen „der Tänzer“ einbrachte.
Van der Laemen kehrte regelmäßig zum Thema des verlorenen Sohnes zurück. Die bekannte Version im Louvre kombiniert zwei der wichtigsten Episoden aus der Geschichte, wie sie im Neuen Testament erzählt werden. Im Hintergrund ist das Schicksal des verlorenen Sohnes dargestellt, nachdem er sein ganzes Geld verschwendet hat. Der junge Mann wird aus einem Bordell gejagt. In der zentralen Szene im Vordergrund amüsiert sich der junge Mann und gibt sein Geld für junge Mädchen aus, trinkt und spielt. Auch wenn das Bild nicht direkt auf die biblische Geschichte verweist, ist klar, dass der verlorene Sohn in zweifelhafter Gesellschaft gelandet ist. Eine alte Frau, höchstwahrscheinlich eine Prokuristin, ermutigt einen Jungen, seine Handtasche zu stehlen. Die Geschichte des verlorenen Sohnes bietet dem Maler die Möglichkeit, seine Talente zu zeigen. Die eleganten Figuren mit ihrer farbenfrohen Kleidung und dem prächtigen Stillleben (pronkstilleven) auf dem Tisch tragen zum Charme des Bildes bei. Der Mann hält ein Flötenglas mit Rotwein in der Hand. Das Bild zeigt Parallelen zu den lustigen Gesellschaftsgemälden anderer niederländischer Maler wie Dirck Hals. Van der Laemens Stil ist jedoch malerischer und schneller und lockerer, er verwendete einen dicken impasto. Die Konturen werden vage gehalten.
Es wird angenommen, dass der polnisch-niederländische Genremaler Laurence Neter, der wahrscheinlich einige Zeit in Middelburg bei Antwerpen gearbeitet hat, von den Gesellschaftsszenen van der Laemens beeinflusst wurde.

## Ausstellungen
Van der Laemens Werke hängen unter anderem im Louvre in Paris, im Prado in Madrid, in der dänischen Nationalgalerie in Kopenhagen, im Musée des Beaux-Arts in Straßburg, im Musée Ingres-Bourdelle in Montauban, im Palais des Beaux-Arts in Lille, im Musée des Beaux-Arts in Rouen und im Museum M in Löwen (Leuven).

## Galerie

Ausgewählte Werke
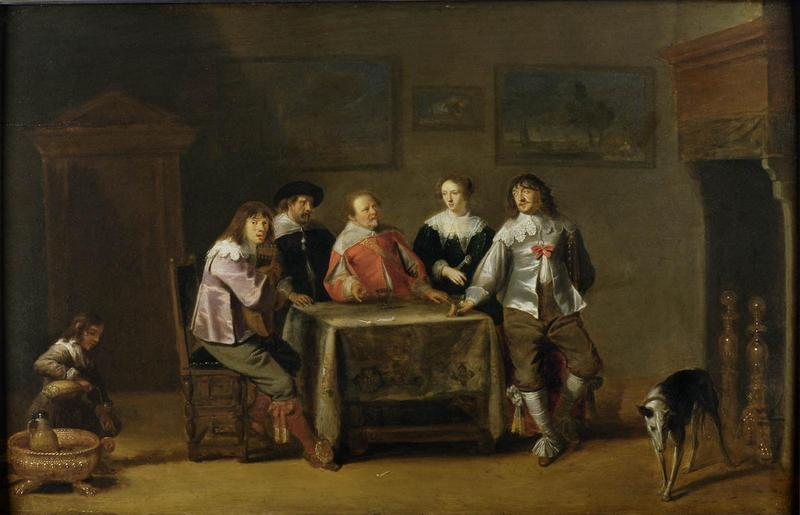
Elegante Figuren in einem Innenraum, 1638, Musée des Beaux-Arts, Straßburg
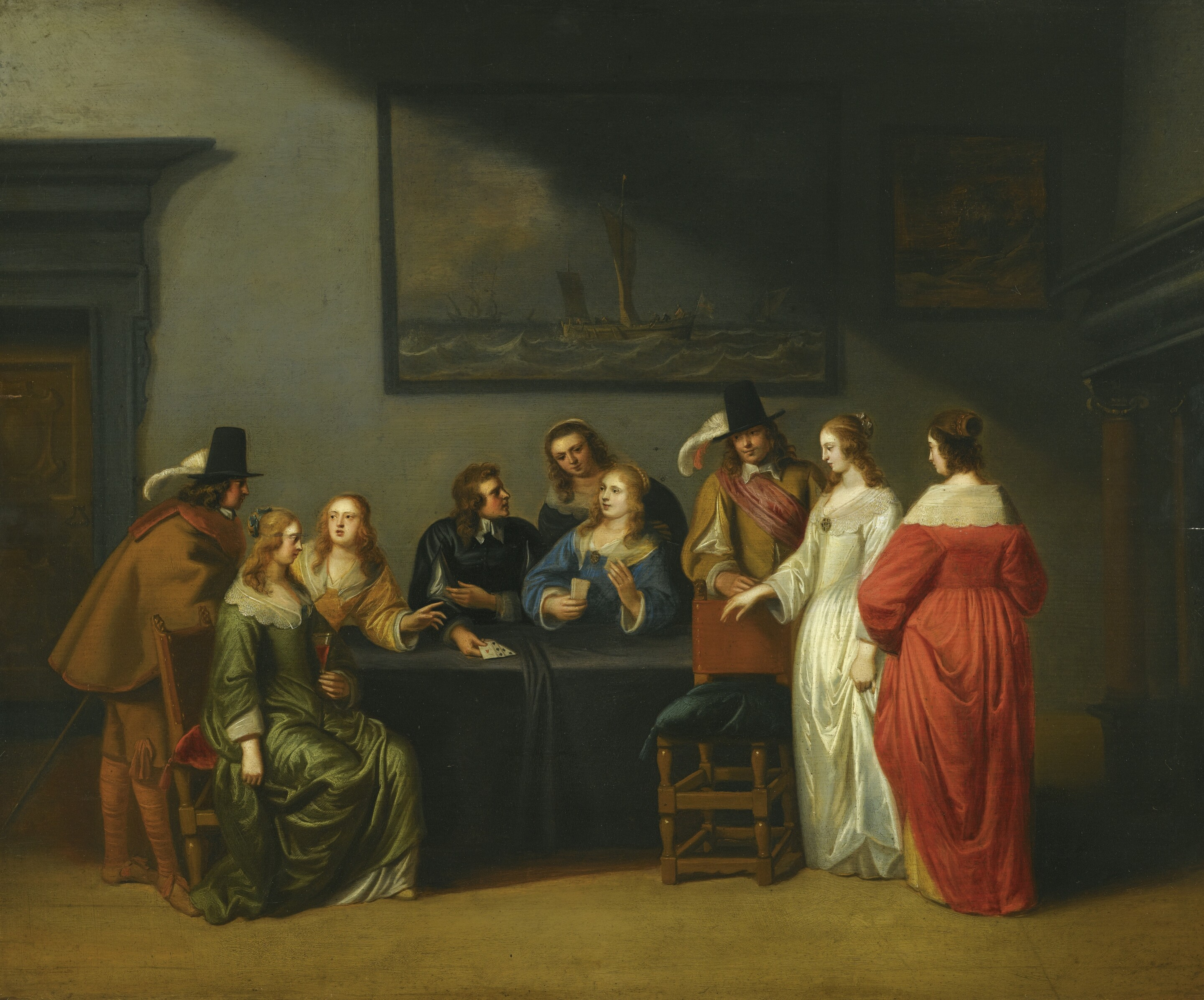
Kartenspieler, zwischen 1630 und 1651, Privatbesitz
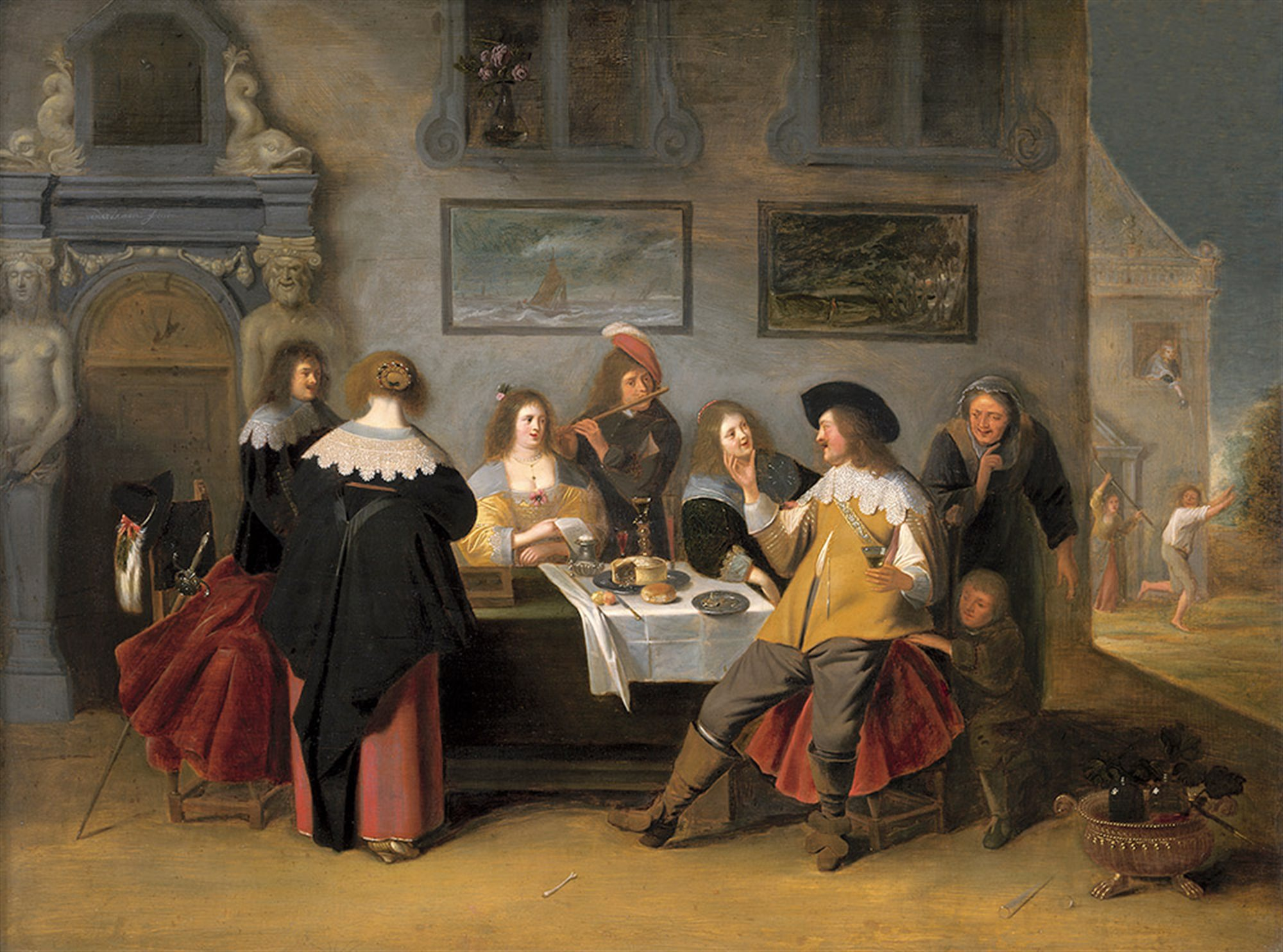
Der verlorene Sohn, ca. 1640, Privatbesitz
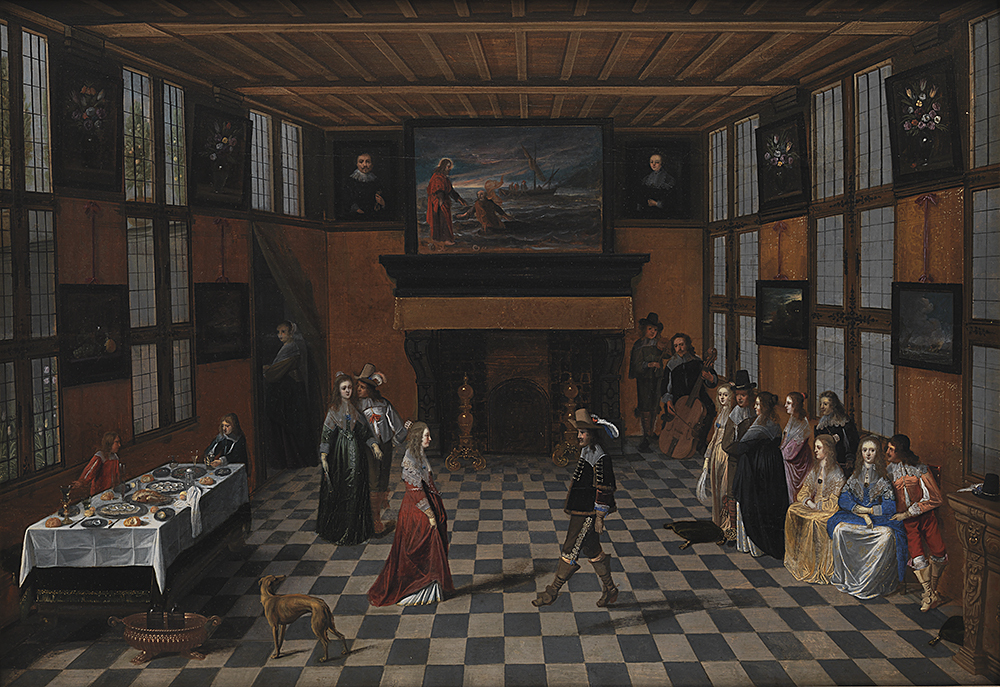
Tanzgesellschaft, zwischen 1630 und 1651, Statens Museum for Kunst, Kopenhagen
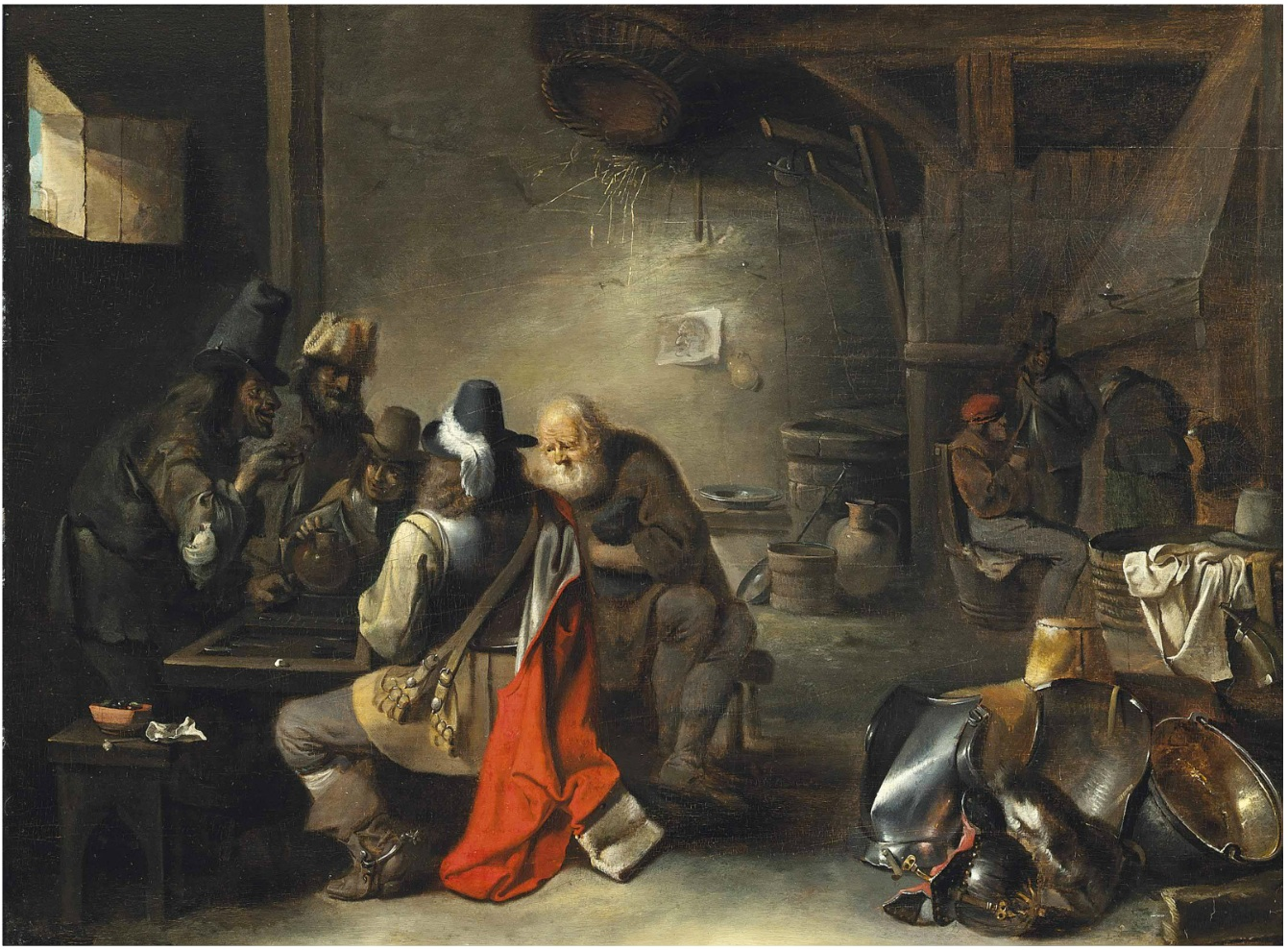
Soldat spielt Tric Trac mit Bauern in einem Gasthof, ca. 1650, Privatbesitz
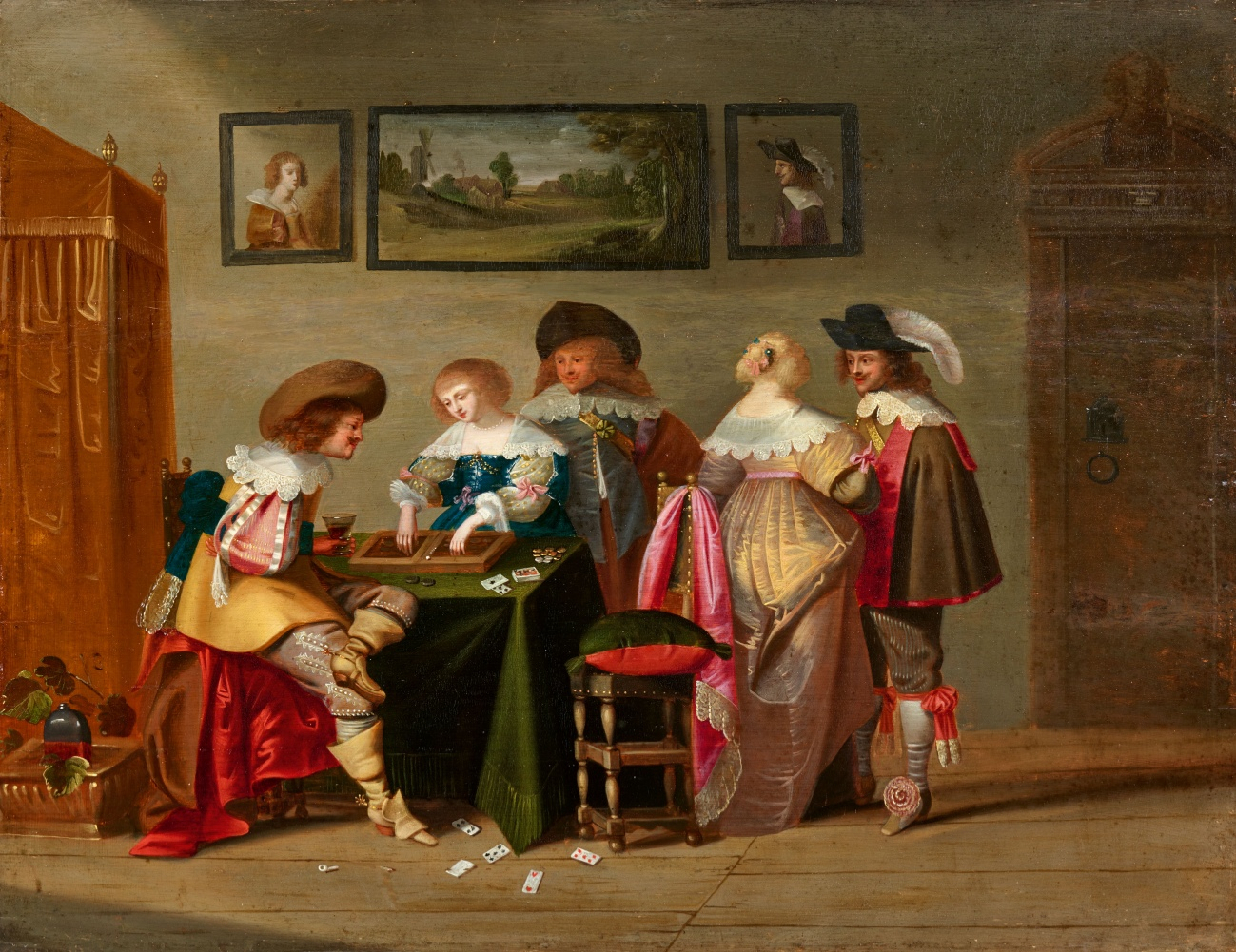
Lustige Gesellschaft beim Brettspiel, zwischen 1630 und 1651, Privatbesitz